# 沐愛衙署舊址
沐愛衙署舊址位於四川省宜賓市筠連縣，文物遺址年代判定為1945年。2012年7月16日公佈為第八批四川省文物保護單位。
沐愛衙署舊址位於四川省宜賓市筠連縣沐愛鎮荷花社區，占地面積為5380平方米，坐西南向東北，修建於民國三十四年（1945），歷經三年修戚，1948年沐愛縣政府成立並作為沐愛縣政府辦公地，後長期為沐愛區、鎮政府辦公地，現為荷花社區辦事處和部分沐愛鎮政府職工、家屬居住。該址為木結構穿鬥懸山式，小青瓦屋面，三合土地面，木門板壁。由前堂、正堂、後堂、廊房、圍牆大門組成四合院，前後堂形制相同，正堂和後堂相距6米，由廊房四柱搭牽，面闊八柱七間27米，進深12.5米，通高6.5米，有台基高1米，四級階梯。內有涼亭、天井等附屬建築。沐愛衙署舊址對研究沐愛文史發展及地方建築有一定價值。2011年，沐愛衙署舊址被宜賓市人民政府公佈為市級文物保護單位。